# Хобарт (тауншип, Миннесота)
Хобарт (англ. Hobart) — тауншип в округе Оттер-Тейл, Миннесота, США. На 2000 год его население составило 733 человека.

## География
По данным Бюро переписи населения США площадь тауншипа составляет 93,2 км², из которых 74,5 км² занимает суша, а 18,6 км² — вода (20,02 %).

## Демография
По данным переписи населения 2000 года здесь находились 733 человека, 291 домохозяйство и 222 семьи.  Плотность населения —  9,8 чел./км².  На территории тауншипа расположено 637 построек со средней плотностью 8,5 построек на один квадратный километр. Расовый состав населения: 99,05 % белых, 0,41 % афроамериканцев и 0,55 % азиатов. Испанцы или латиноамериканцы любой расы составляли 0,14 % от популяции тауншипа.
Из 291 домохозяйства в 26,8 % воспитывались дети до 18 лет, в 69,8 % проживали супружеские пары, в 3,1 % проживали незамужние женщины и в 23,7 % домохозяйств проживали несемейные люди. 19,9 % домохозяйств состояли из одного человека, при том 7,6 % из — одиноких пожилых людей старше 65 лет. Средний размер домохозяйства — 2,51, а семьи — 2,89 человека.
21,6 % населения — младше 18 лет, 6,3 % — в возрасте от 18 до 24 лет, 23,6 % — от 25 до 44, 32,5 % — от 45 до 64, и 16,1 % старше 65 лет. Средний возраст — 44 года. На каждые 100 женщин приходилось 113,7 мужчин.  На каждые 100 женщин старше 18 приходилось 112,2 мужчин.
Средний годовой доход домохозяйства составлял 42 115 долларов, а средний годовой доход семьи —  44 167 долларов. Средний доход мужчин —  30 938  долларов, в то время как у женщин — 17 679. Доход на душу населения составил 18 614 долларов. За чертой бедности находились 4,1 % семей и 6,9 % всего населения тауншипа, из которых 4,3 % младше 18 и 9,3 % старше 65 лет.